# Icthyophaga vocifer
L'aquila urlatrice (Icthyophaga vocifer (Daudin, 1800)) è un uccello rapace della famiglia degli Accipitridi originario dell'Africa subsahariana.

## Descrizione

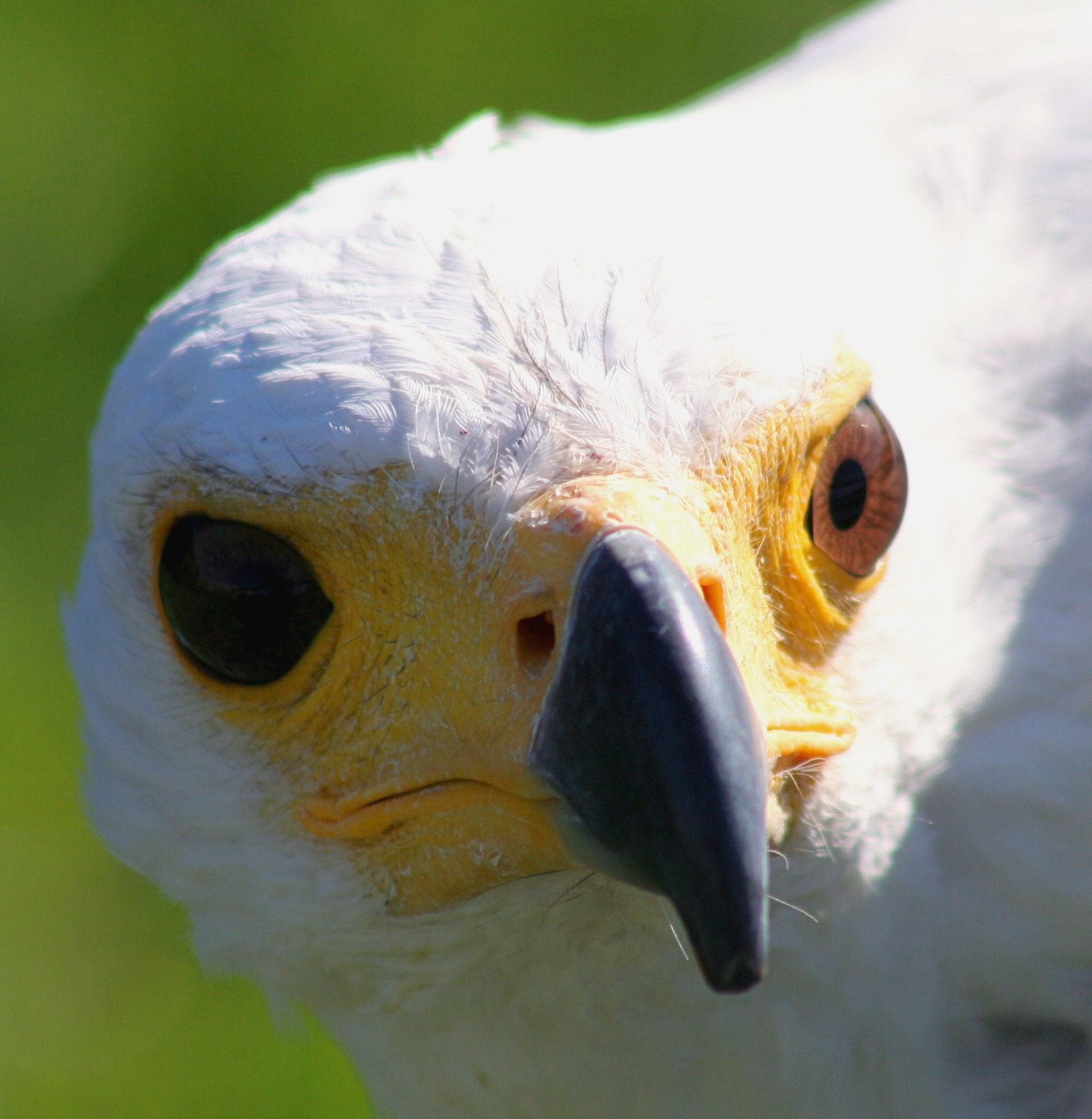
Primo piano di un'aquila urlatrice.

### Dimensioni
Misura 65-75 cm di lunghezza, per un peso di 1985-2500 g nel maschio e di 3200-3600 g nella femmina; l'apertura alare è di 175-210 cm.

### Aspetto
Questo rapace presenta una sagoma abbastanza caratteristica, con ali lunghe, larghe e arrotondate, che superano nettamente la corta coda quando l'uccello è appollaiato o a riposo. L'aquila urlatrice ha la testa, il collo e il petto interamente bianchi. Le copritrici alari e il groppone sono neri. La coda è bianca. Il ventre e le spalle mostrano una bella tinta castana. Calzari di colore bruno-rossastro sormontano zampe gialle e muscolose dotate di artigli affilati. Il becco è prevalentemente giallo con una punta nera. Come nella maggior parte dei grandi rapaci, la femmina è più grande del maschio. I giovani hanno un aspetto trasandato e presentano una livrea bruno-nerastra variabile. Il loro cappuccio scuro contrasta con il colore chiaro delle guance. Il petto è ricoperto da una larga fascia bianca. Alcune strisce sono visibili sulla mantellina e sulle ali. La base della coda è biancastra. La cera e le zampe sono grigie. Le giovani aquile urlatrici indossano il piumaggio adulto solo intorno ai cinque anni.

### Voce
L'aquila urlatrice produce due richiami ben distinti. Quando è in prossimità del nido, emette più frequentemente dei quock, che nel caso di quelli della femmina sono leggermente più penetranti e meno melodiosi. Emette anche dei richiami acuti, kiou-kiou, che ricordano per molti aspetti quelli del gabbiano. Questi richiami sono così conosciuti ed evidenti che gli è stato spesso attribuito l'appellativo di «voce dell'Africa».

## Biologia

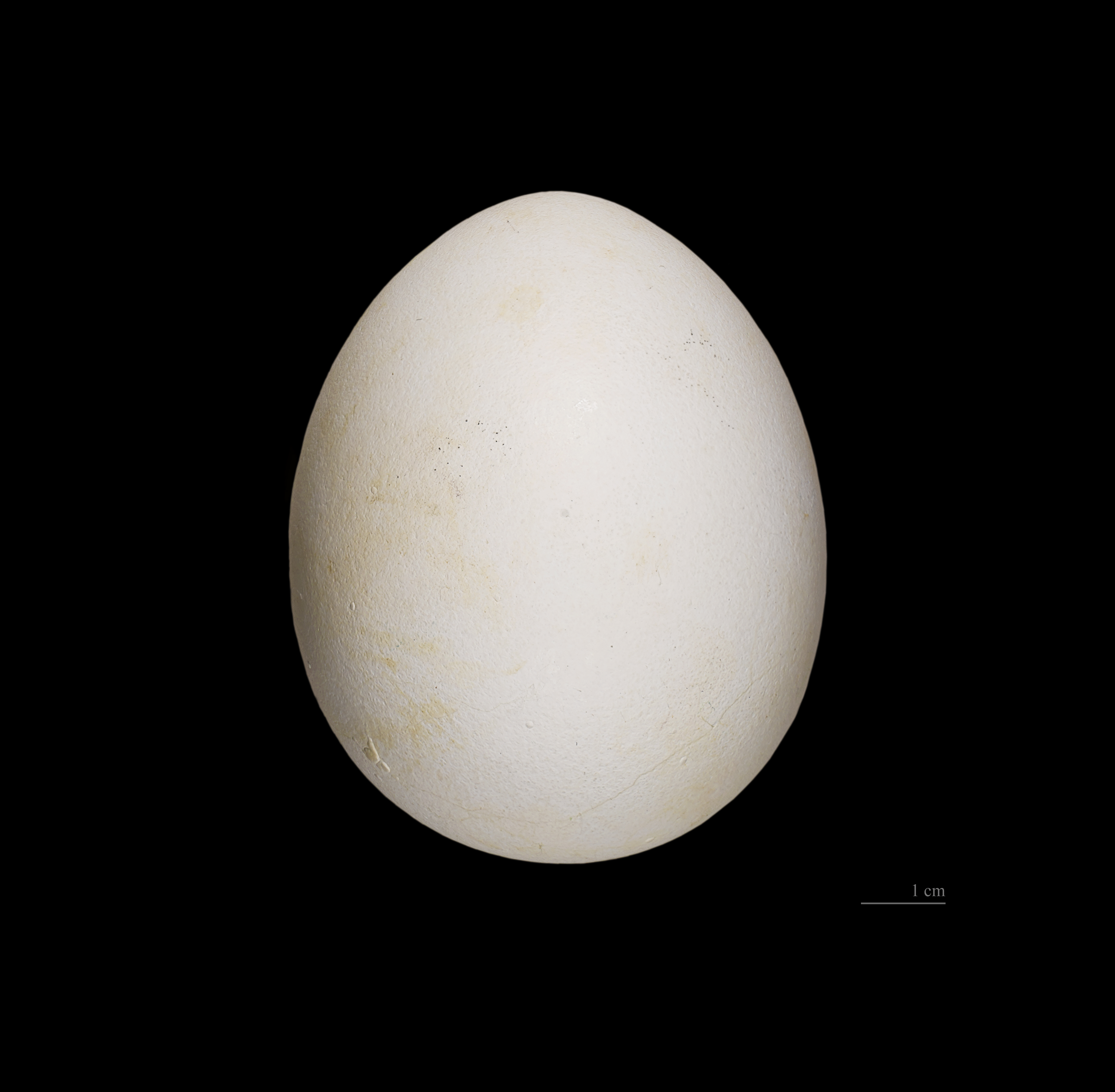
Uovo di aquila urlatrice.

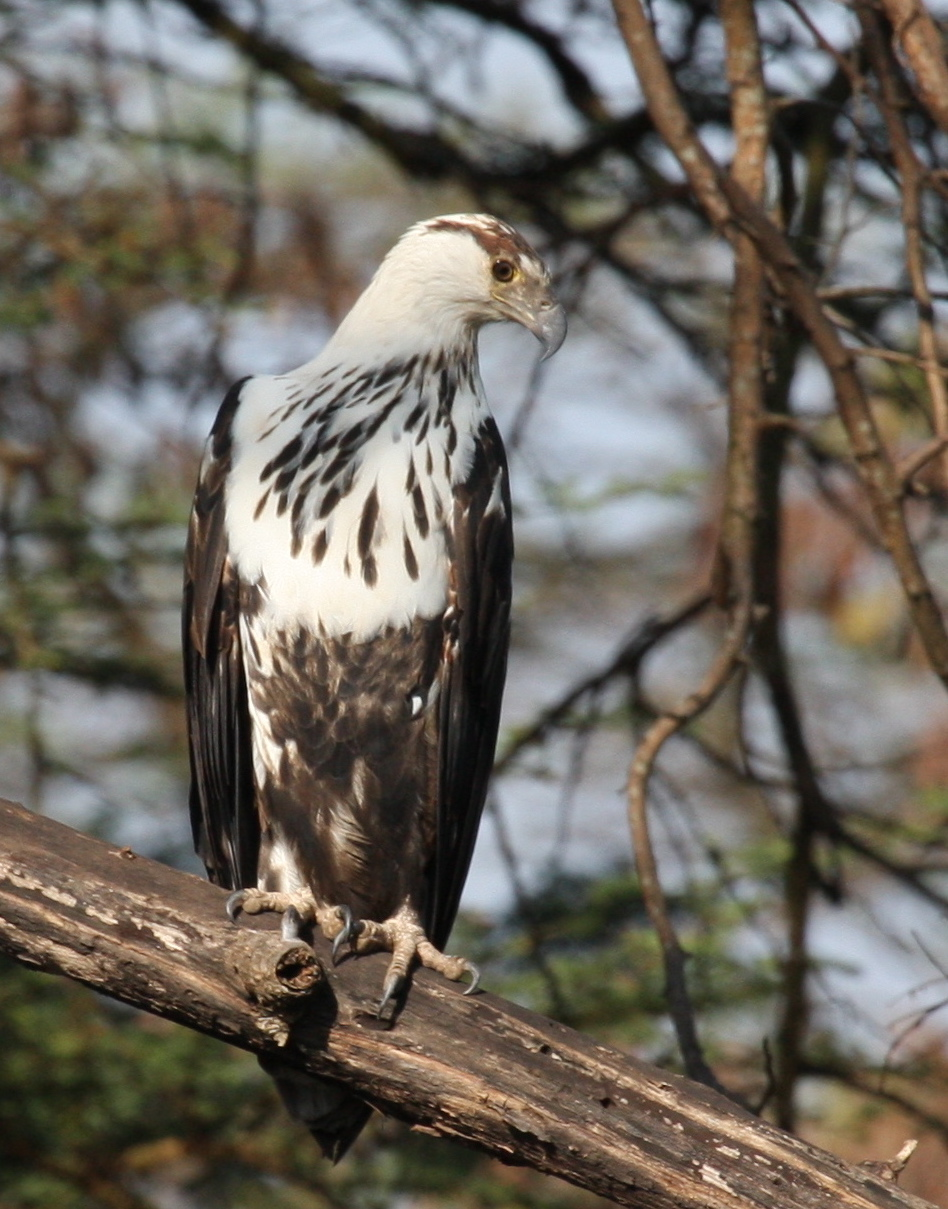
Esemplare di tre anni in Tanzania.

Le aquile urlatrici vivono in coppia durante tutto l'anno, anche al di fuori della stagione di nidificazione. In questa specie i legami coniugali sono molto forti: il loro attaccamento reciproco è così forte che questi uccelli condividono spesso in comune la preda che hanno catturato. Le aquile urlatrici passano molto più tempo sul loro posatoio che in volo. A metà mattinata, una volta finita la pesca, vanno a insediarsi sui rami dove trascorreranno il resto della giornata. Le aquile urlatrici cacciano alla posta, appollaiate su un albero. Una volta individuata una preda, piombano su di essa ma non si immergono mai completamente: solo le zampe affondano sotto la superficie dell'acqua. In alcune occasioni, ai fini della loro predazione, sono in grado di effettuare un volo stazionario. La parata nuziale è costituita principalmente da voli planati accompagnati da richiami. Durante le parate aeree, i partner si aggrappano molto raramente per gli artigli.
Anche se alcuni esemplari abbandonano le zone più umide, le aquile urlatrici sono piuttosto sedentarie. I giovani tendono ad essere molto erratici.

### Alimentazione

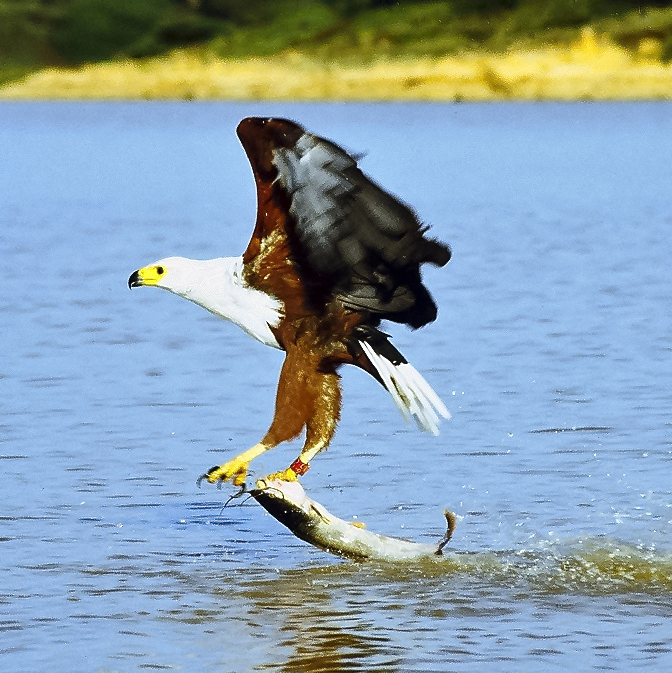
Un'aquila urlatrice cattura un pesce gatto nel lago Baringo (Kenya).

L'aquila urlatrice è principalmente piscivora. I pesci che cattura, ad esempio tilapie e pesci gatto, hanno un peso compreso tra 190 grammi e 3 chili. Più in generale, le sue prede pesano in media tra 400 grammi e un chilo. Oltre ai pesci, le aquile urlatrici mangiano anche roditori e uccelli acquatici come cicogne, ibis, spatole, folaghe, anatre e, soprattutto, fenicotteri. È noto anche che si nutrano di carogne. Occasionalmente, le aquile urlatrici si dedicano al cleptoparassitismo, cioè rubano le prede catturate da altre specie. In particolare sono gli aironi golia a fare le spese di questa pratica.

### Riproduzione
Il nido, costruito principalmente con rami, è posto a bassa altezza su un albero, preferibilmente un'euforbia situata nei pressi dell'acqua. Dal momento che viene riutilizzato e migliorato ad ogni nidificazione, nel corso degli anni può raggiungere dimensioni di tutto rispetto, anche di due metri di lunghezza per uno si profondità. I nidi recenti sono di dimensioni molto più modeste. La covata è composta da due uova che vengono incubate a turno da entrambi i genitori per un periodo che varia da 6 a 7 settimane. I giovani aquilotti sono nidicoli e si alzano in volo solo dopo 70-75 giorni. Dopo aver lasciato il nido, tuttavia, dipendono ancora dalla madre per il cibo per almeno due mesi. Dopo questa data, diventano autonomi.

## Distribuzione e habitat
Specie esclusivamente acquatica, l'aquila urlatrice frequenta le sponde dei laghi e dei grandi fiumi, le paludi e le coste. Si insedia nei pressi degli specchi d'acqua che sono bordeggiati da foreste o da grandi alberi, in quanto necessita di punti di osservazione situati a grande altezza per sorvegliare l'intera estensione del suo territorio di caccia. Quest'ultimo non è generalmente molto grande e spesso non supera i due chilometri quadrati quando è situato ai bordi di un grande lago. Al contrario, può misurare fino a 15 chilometri o più se è posizionato in prossimità di un piccolo fiume, il che avviene piuttosto raramente. L'aquila urlatrice è endemica dell'Africa a sud del Sahara. È particolarmente numerosa sulle rive dei Grandi Laghi dell'Africa orientale.

## Conservazione
È un uccello molto comune nel continente africano. I suoi effettivi sono molto numerosi e la popolazione non è assolutamente minacciata.